# Bitwa pod Ouessant (1781)
Bitwa pod Ouessant – bitwa konwojowa w roku 1781 na wodach Zatoki Biskajskiej, zakończona porażką eskadry francuskiej.
10 grudnia 1781 r. eskadra francuska licząca 19 okrętów liniowych pod dowództwem admirała Luca de Guichen wyszła z Brestu, aby odprowadzić na pełne morze konwój z zaopatrzeniem dla  francuskich sił zbrojnych w Indiach i na Antylach. Dwa liniowce miały udać się do Indii, 5 – wzmocnić siły adm. Grasse w Ameryce, pozostałych 12 miał de Guichen odprowadzić do Kadyksu.
Konwój liczący 150 statków napotkał w rejonie Ouessant angielską eskadrę kontradmirała Richarda Kempelfelta. Kempenfelt, który wyszedł z portu 2 grudnia, by przechwycić francuską eskadrę, miał 13 okrętów liniowych (w tym jeden mały, 50-działowy) i 4 fregaty. De Guichen, mimo większej siły swojej flotylli, popełnił błąd zajmując pozycję przed i na zawietrznej od konwoju. Wykorzystując zmienne wiatry i większą biegłość taktyczną, brytyjska eskadra odcięła francuską eskortę od konwoju i związała, pozorując walkę. Francuskie liniowce nie były w stanie zapobiec zagarnięciu 14 jednostek, z 548 marynarzami i 1062 żołnierzami na pokładzie, i zatopieniu dalszych 2 lub 3 statków (P. Wieczorkiewicz podaje 20 zniszczonych transportowców z co najmniej 1400 żołnierzami). Większość jednostek francuskich, rozproszona następnie przez sztorm, schroniła się następnie we własnych portach. Na Antyle dotarły tylko dwa okręty liniowe („Triomphant” i „Brave”) i 5 statków z zaopatrzeniem, pod komendą adm. de Vaudreuila.
25 grudnia HMS „Agamemnon” i fregata HMS „Prudente” przechwyciły i zajęły dalszych pięć statków, płynących z Bordeaux na Martynikę.

## Skład flot w bitwie pod Ouessant

### Eskadra brytyjska[1]
- HMS „Victory”, 100 dział, Henry Cromwell, adm. Richard Kempelfelt
- „Edgar”, 74 działa, Thomas Boston, komodor John Elliot
- „Britannia”, 100  dział, James Bradby
- „Duke”, 98 dział, Walter Stirling
- „Queen”, 98 dział, Frederick Lewis Maitland
- „Union”, 90 działa, John Dalrymple
- „Ocean”, 90 działa, George Ourry
- „Alexander”, 74 działa, Thomas Farnham
- „Valiant”, 74 działa, Samuel Granston Goodall
- „Courageus”, 74 działa, Charles Phipps
- „Agamemnon”, 64 dział, Benjamin Caldwell
- „Medway”, 60 dział, Harry Harmood
- „Renown”, 50 dział, John Henry
- „Arethusa”, 38 dział, Richard Pearson (fregata)
- „Monsieur”, 36 dział, Seymour Finch (fregata)
- „Prudente”, 36 dział, William Waldegrave (fregata)
- „Tartar”, 28, dział, Robert Manners Sutton (fregata)
- „Tisiphone”, 8, dział, James Saumarez (brander)

### Eskadra francuska[3]
- „Bretagne”, 110  dział, St.Riveul, adm. de Guichen
- „Majesteux”, 110  dział, D’Entrecasteaux, de Rochechourt
- „Royal Louis”, 112  dział, Verdun de la Criene, de Beauffet
- „lnvincible”, 110  dział, de Cherifay
- „Terrible”, 110  dział, de Beauffier
- „Couronne”, 84  działa, de Riviere, La Motte Piquet
- „Triomphant”, 84  działa, de Pavilion, de Vaudreuil
- „Pegase”, 74  działa, de Soulange
- „Magnifique”, 74  działa, Mithon de Genouilly
- „Actif”, 74  działa, de Macarty Marteigny
- „Bien Aime”, 74  działa, de Cacqueray
- „Zodiaque”, 74  działa,  de Sennevile
- „Robuste”, 74  działa, de Retz
- „Fendant”, 74  działa, de Peynier
- „Brave”, 74  działa, d'Amblimont
- „Argonaut”, 74  działa, de Clavieres
- „Dauphin Royal”, 70 dział, de Montperoux
- „Lion”, 64  działa, de Fournoue
- „Indien”, 64  działa, de l'Aubespin
- „Hardie”, 64  działa (en flute[a]), de Martnet
- „Alexandre”, 64  działa (en flute[a]), de St Prix
- „Cleopatre”, 32  działa, de la Croix  (fregata)
- „Amphitrite”, 32  działa, de Ternade (fregata)
- „Friponne”, 32  działa, de Blachon (fregata)
- „Crescent”, 28  dział, de Foligny (fregata)
- „Naiade”, 28  dział, de Loup (fregata)
- „Ceres”, 26  dział, de Parvis (fregata)